# Discografia de The Pretty Reckless
Esta lista mostra a discografia de The Pretty Reckless, uma banda de rock americana, compreende em dois álbum de estúdio, um extended-play e cinco singles oficiais todos com videoclipes.

## Álbuns

### Álbuns de estúdio
| Título                                                            | Detalhes do álbum                                                                             | Maior posição | Maior posição | Maior posição | Maior posição | Maior posição | Maior posição | Maior posição | Maior posição | Maior posição | Maior posição | Vendas        | Certificações |
| Título                                                            | Detalhes do álbum                                                                             | US            | US Alt.       | US Rock       | AUS           | CAN           | FRA           | IRE           | JPN           | NZ            | UK            | Vendas        | Certificações |
| ----------------------------------------------------------------- | --------------------------------------------------------------------------------------------- | ------------- | ------------- | ------------- | ------------- | ------------- | ------------- | ------------- | ------------- | ------------- | ------------- | ------------- | ------------- |
| Light Me Up                                                       | - Lançamento: 27 de agosto de 2010 - Gravadora: Interscope - Formato: CD, digital download    | 65            | 10            | 18            | 71            | 57            | 167           | 18            | 48            | —             | 6             | - US: 132,000 | - BPI: Prata  |
| Going to Hell                                                     | - Lançado: 12 de março de 2014 - Gravadora: Razor & Tie - Formato: CD, LP, digital download   | 5             | 2             | 2             | 20            | 5             | 46            | 45            | 50            | 19            | 8             | - US: 225,000 | - MC: Ouro    |
| Who You Selling For                                               | - Lançado: 21 de outubro de 2016 - Gravadora: Razor & Tie - Formato: CD, LP, digital download | 13            | 2             | 4             | 33            | 12            | 90            | —             | 162           | 24            | 23            | - UK: 4,157   |               |
| "—" denota álbuns lançados que não entraram nas paradas musicais. |                                                                                               |               |               |               |               |               |               |               |               |               |               |               |               |

### Extended plays
| Título                                                            | Detalhes do EP                                                                         | Posições |
| Título                                                            | Detalhes do EP                                                                         | US Rock  |
| ----------------------------------------------------------------- | -------------------------------------------------------------------------------------- | -------- |
| The Pretty Reckless                                               | - Lançado: 22 de junho de 2010 - Gravadora: Interscope - Formato: CD, digital download | —        |
| Hit Me Like a Man                                                 | - Lançado: 2 de março de 2012 - Gravadora: Interscope - Formato: CD, digital download  | 44       |
| "—" denota álbuns lançados que não entraram nas paradas musicais. |                                                                                        |          |

## Singles
| Título                                                             | Ano  | Maior posição | Maior posição | Maior posição | Maior posição | Maior posição | Maior posição | Maior posição | Maior posição | Maior posição | Maior posição | Álbum               |
| Título                                                             | Ano  | US            | US Main. Rock | US Rock       | AUS           | CAN           | CAN Rock      | FRA           | NZ            | UK            | UK Rock       | Álbum               |
| ------------------------------------------------------------------ | ---- | ------------- | ------------- | ------------- | ------------- | ------------- | ------------- | ------------- | ------------- | ------------- | ------------- | ------------------- |
| "Make Me Wanna Die"                                                | 2010 | —             | —             | —             | 61            | —             | —             | —             | —             | 16            | 1             | Light Me Up         |
| "Miss Nothing"                                                     | 2010 | —             | —             | —             | —             | —             | —             | —             | —             | 39            | —             | Light Me Up         |
| "Just Tonight"                                                     | 2010 | —             | —             | —             | —             | —             | —             | —             | —             | 163           | 9             | Light Me Up         |
| "Kill Me"                                                          | 2012 | —             | —             | —             | —             | —             | —             | —             | —             | —             | 22            | Não entrou no álbum |
| "Going to Hell"                                                    | 2013 | —             | —             | —             | —             | —             | —             | —             | —             | —             | 5             | Going to Hell       |
| "Heaven Knows"                                                     | 2013 | —             | 1             | 17            | —             | 48            | 2             | 158           | 38            | 61            | 1             | Going to Hell       |
| "Messed Up World (F'd Up World)"                                   | 2014 | —             | 1             | 44            | —             | —             | 41            | —             | —             | —             | —             | Going to Hell       |
| "House on a Hill"                                                  | 2014 | —             | —             | —             | —             | —             | —             | —             | —             | —             | —             | Going to Hell       |
| "Follow Me Down"                                                   | 2014 | —             | 1             | 36            | —             | —             | 8             | —             | —             | —             | —             | Going to Hell       |
| "Take Me Down"                                                     | 2016 | —             | 1             | 27            | —             | —             | 5             | —             | —             | —             | —             | Who You Selling For |
| "Oh My God"                                                        | 2016 | —             | 2             | —             | —             | —             | 31            | —             | —             | —             | —             | Who You Selling For |
| "Back to the River"                                                | 2017 | —             | 15            | —             | —             | —             | —             | —             | —             | —             | —             | Who You Selling For |
| "—" denota singles lançados que não entraram nas paradas musicais. |      |               |               |               |               |               |               |               |               |               |               |                     |

## Videoclipes
| Título                             | Ano  | Diretor(es)                               |
| ---------------------------------- | ---- | ----------------------------------------- |
| "Make Me Wanna Die" (Versão viral) | 2010 | Patrick Dwyer                             |
| "Miss Nothing"                     | 2010 | Meiert Avis                               |
| "Make Me Wanna Die"                | 2010 | Meiert Avis e Chris LeDoux                |
| "Just Tonight"                     | 2010 | Meiert Avis                               |
| "You"                              | 2012 | Meiert Avis                               |
| "My Medicine"                      | 2012 | Meiert Avis, Taylor Momsen e Stefan Smith |
| "Going to Hell"                    | 2013 | Tim Mattia                                |
| "Heaven Knows"                     | 2014 | Jon J and Taylor Momsen                   |
| "Messed Up World (F'd Up World)"   | 2014 | Jon J and Taylor Momsen                   |
| "House on a Hill"                  | 2014 | Desconhecido                              |
| "Take Me Down"                     | 2016 | Meiert Avis                               |
| "Oh My God"                        | 2017 | Meiert Avis                               |